# Podlipovica
Podlipovica – wieś w Słowenii, w gminie Zagorje ob Savi. W 2018 roku liczyła 462 mieszkańców.